# Mustela altaica tsaidamensis
Mustela altaica tsaidamensis es una subespecie de  mamíferos carnívoros  de la familia Mustelidae subfamilia Mustelinae.

## Distribución geográfica
Se encuentran en Asia.